# ماریون استیشن (مریلند)
ماریون استیشن (به انگلیسی: Marion Station) یک منطقهٔ مسکونی در ایالات متحده آمریکا است که در شهرستان سامرست، مریلند واقع شده‌است. ماریون استیشن ۲٫۱۳ متر بالاتر از سطح دریا واقع شده‌است.